# Дифтордихлоргерман
Дифтордихлоргерман — неорганическое соединение,
фтор- и хлорпроизводное германа с формулой GeF2Cl2,
бесцветный газ,
гидролизуется водой.

## Получение
- Реакция в вакууме хлорида германия(IV) и фторида сурьмы(III) в присутствии хлорида сурьмы при 75°С. Образуется смесь продуктов GeFCl3, GeF2Cl2, GeF3Cl, которые разделяют фракционной перегонкой.

## Физические свойства
Дифтордихлоргерман — бесцветный газ, разлагается уже при комнатной температуре.
На воздухе сильно дымит, имеет «чесночный» запах.
Медленно разъедает стекло.
Растворяется в этаноле.

## Химические свойства
- Разлагается при нагревании:

{\displaystyle {\mathsf {GeF_{2}Cl_{2}\ {\xrightarrow {}}\ GeFCl_{3}+GeF_{3}Cl}}}
- Гидролизуется водой:

{\displaystyle {\mathsf {GeF_{2}Cl_{2}+2H_{2}O\ {\xrightarrow {}}\ GeO_{2}+2HF+HCl}}}